# Басюк, Евгений Михайлович
Евге́ний Миха́йлович Басю́к (укр. Євген Михайлович Басюк) — украинский националист, начальник штаба соединения УПА «Холодный Яр» (1944). Участник боя под Гурбами с войсками НКВД.
После задержания органами НКВД пошёл на активное сотрудничество с советской властью в борьбе с антисоветским подпольем на Западной Украине. 

## Биография
Евгений Басюк родился 14 апреля 1922 в небогатой многодетной крестьянской семье в с. Хоров (ныне Ровенская область, Украина).
В 1936 году окончил семилетнюю школу, поступил в слесарное училище в Ковеле, но из-за бедности был вынужден уйти в батраки. Приобщившись к идеям украинского национализма, в 1938 году во время событий на Карпатской Украине попытался нелегально перейти польско-чехословацкую границу на территорию Закарпатья. Был задержан, доставлен в Хуст, допрошен в чешской полиции и в местном штабе «Карпатской Сечи», после чего был отправлен доучиваться в среднюю школу.
В феврале 1939 года командование «Карпатской Сечи» направило его на учёбу в подофицерскую школу. Весной он принял участие в боях с венгерскими войсками, вторгшимися на территорию Закарпатской Украины, был ранен и попал в плен. Находился в лагере города Ньиредьхаза до июня 1939 года. В июле его вместе с другими украинскими пленными венгры передали Германии. Басюк оказался в Вене, где сначала лечился в санатории (до октября 1939 года), а затем провёл год в немецкой офицерской школе. В декабре 1939 года вступил в ОУН, в октябре 1940 года получил звание лейтенанта немецкой армии, но после месячного отпуска, выполняя указание руководства ОУН, не явился на службу, а до июня 1941 года жил на пособие Украинского центрального комитета в Кракове.

### Война
После нападения Германии на Советский Союз Басюк вернулся в родное село, где Ровненский областной проводник (руководитель) легальной украинской молодёжной организации «Сечь» Сергей Качинский («Остап») назначил его проводником этой организации по Гощанскому району. После того, как оккупанты разогнали эту организацию, Басюк работал экспедитором в городе Острог, а затем снова вернулся домой.
В марте 1942 года его арестовала немецкая полиция по обвинению в принадлежности к ОУН(б) и дезертирстве из немецкой армии. До ноября Басюка держали в Ровненской тюрьме, где он был заочно приговорён к смертной казни, после чего был переведён в концлагерь вблизи с. Шубков Тучинского района Ровненской области, откуда вместе с 25 другими заключёнными бежал и перешёл на нелегальное положение.
23 марта 1943 года по указанию руководства ОУН(б) Басюк («Черноморец») приступил к формированию отряда УПА в Острожском районе на Ровенщине. Сначала его отряд состоял из 6 человек, по состоянию на 12 апреля в нём было 35 бойцов, а 18 апреля — 65 бойцов.
19 апреля его отряд совместно с отрядом Андрея Шеремета («Стального») впервые столкнулся в бою с венгерскими и немецкими подразделениями у села Будераж. Другой бой с немцами его подразделение имело 31 мая 1943 в том же районе. Тогда он получил многочисленные пулевые и осколочные ранения и в июне был отправлен на операцию и лечение на Волынь в Точевитские леса.
После выздоровления работал инструктором по военной подготовке, осенью сформировал из своих курсантов новую сотню, которая 16 ноября влилась в Здолбуновский курень под командованием «Ясеня» (Миколы Свистуна). По состоянию на 1 декабря курень насчитывал 260 человек. С наступлением зимы Басюк был назначен начальником штаба куреня.
В начале 1944 года на Волынь пришла Красная армия. Командование УПА, готовившееся к противостоянию с советскими войсками, поставило задачу сформировать на базе Здолбуновского куреня повстанческое соединение численностью 1500—1800 человек, направить его на восток Украины и поднять здесь восстание против советской власти на территории современной Черкасской области. В марте соединение «Холодный Яр», в котором Басюк («Компаниец») командовал куренём, перебазировалось в Кременецкие леса.
Сосредоточение повстанческих отрядов в этом районе привлекло внимание органов НКВД. К военной операции против УПА были привлечены четыре стрелковые бригады Внутренних войск НКВД, кавалерийский полк и 15 лёгких танков, которые к 21 апреля окружили лесные массивы на границе Ровенской и Тернопольской областей. С воздуха их поддерживали штурмовики Ил-2. В кольце окружения оказались соединения УПА общей численностью 3-4 тысячи, а также около тысячи мирных жителей, скрывавшихся в лесах. Прорвавшись из окружения, к середине мая повстанцы вернулись в Острожский район Ровенской области, после чего продолжили попытки пробиться на восток. В июне штаб соединения (к этому времени Басюк его возглавил) выдвинулся в район Холодного Яра, но на территории Житомирской области Басюк заболел и с частью штаба вернулся в Кременецкие леса.
17-18 июля Басюк принял участие в учредительном съезде Народно-освободительной революционной организации (была упразднена осенью 1944 года).

### Сотрудничество с органами госбезопасности
В начале сентября 1944 года Басюк, находившийся в родном селе, уходя от облавы, сдался сотрудникам госбезопасности, не оказав никакого сопротивления. Басюка доставили в Ровно, а оттуда — в Киев. На допросах Басюк, назвавший себя полковником УПА, сообщил все известные ему сведения о структуре, численности и командном составе УПА, заявив, что вступал в неё для борьбы с немецкими оккупантами, но для него неприемлема борьба против советской власти. Басюк дал согласие на сотрудничество с советскими органами госбезопасности и под псевдонимом «Кармелюк» возглавил агентурно-боевую группу МГБ СССР, действовавшую на Западной Украине. С 1944 по 1948 год «Кармелюк» участвовал в захвате около 300 членов ОУН и УПА.

### Наказание и жизнь на воле
В 1949 году за ряд преступлений, совершённых при исполнении служебных обязанностей (вымогательство и мародёрство), был арестован и осуждён. При этом следствие учло и то, что Басюк ранее был членом УПА.
19 ноября 1949 года особое совещание при министре госбезопасности СССР определило Басюку наказание по ст. 54-2, 54-11 и 206-17 «а» УК УССР сроком 25 лет, которое он отбывал в лагерях на территории Казахстана. 28 мая 1956 года, в период «хрущёвской оттепели», комиссия Президиума Верховного Совета СССР по рассмотрению дел заключённых Карагандинского ИТЛ освободила Басюка, сняв с него судимость. После этого он проживал в Ростовской области, в шахтерском посёлке Гуково у самой границы с Украиной. Окончил вечерний техникум, работал электриком и горным механиком на местных шахтах, получил звание мастера-механизатора. Окончательно оставил трудовую деятельность в 1987 году. Повторно женился, имел второго сына, а затем и внуков. 10 сентября 1991 года прокуратура УССР реабилитировала его.
После распада Советского Союза бывший участник антисоветского подполья получил статус ветерана Великой Отечественной войны. По версии, которая стала официальной, Евгений Басюк в 1941 году подлежал мобилизации в Красную армию, но из-за быстрого немецкого наступления оказался на оккупированной территории и во время оккупации проживал дома. С 1944 года в составе дивизии Внутренних войск СССР воевал в Чехословакии, а с сентября 1944 года служил в спецгруппе НКВД, которая выполняла «секретные задания» на фронте, в Польше и боролась с «бандитами» в Западной Украине. За фронтовые подвиги был награждён медалями «За боевые заслуги», «За взятие Праги» и орденом «Отечественной войны» II степени. О членстве в ОУН и службе в УПА не говорил ни слова.
9 февраля 2009 года Евгений побывал в эфире телепрограммы «Жди меня», где после трех лет поисков и 60 лет разлуки в эфире телевидения повстречался с 62-летним сыном Андреем.

### Семья
Отца, Михаила Ивановича Басюка, в 1943 году убили польские полицейские за то, что сын был в УПА. Братья Григорий и Феодосий служили в УПА вместе с Евгением. Григория застрелили в бою 7 сентября 1944 года, когда были захвачены Евгений и Феодосий. Феодосий также стал членом спецгруппы МГБ и погиб в бою с УПА. Брата Даниила «забрали» повстанцы, и дальнейшая его судьба неизвестна. По словам самого Басюка, его мать Анна Басюк и сестра Ольга были убиты УПА в отместку за его измену.